# Zoeterwoude-Rijndijk
Zoeterwoude-Rijndijk is een woonkern in de Nederlandse gemeente Zoeterwoude, ingeklemd tussen de Oude Rijn in het noorden en de spoorlijn Leiden - Alphen aan den Rijn in het zuiden, waaraan deze van 1878 tot en met 1930 een stopplaats had.
De plaats is ontstaan als lintdorp langs de Hoge Rijndijk, de zuidelijke, hoger gelegen oever van de Oude Rijn en is inmiddels vastgebouwd aan Leiden; waarvan het tot 2015 gescheiden werd door het talud, viaduct en brug van het inmiddels gesloopte hooggelegen tracé van autosnelweg A4. Hierdoor is de Rijndijk stedelijker van aard dan de overige kernen in de gemeente.
Beeldbepalend is de 19e-eeuwse Goede Herder- of Meerburgkerk vlak naast het Limesaquaduct van de sinds 2014 verdiept gelegen autosnelweg A4.
In Zoeterwoude-Rijndijk wonen ongeveer 2800 mensen op een oppervlakte van 223 hectare.

## Economie
De ligging aan de Oude Rijn heeft van oudsher voor veel industriële activiteiten gezorgd langs de Rijndijk. De komst van de snelweg A4 zorgde voor een verdere toename van de bedrijvigheid. Sinds 1975 is hier de bierbrouwerij van Heineken gevestigd en aan de zuidkant ligt het bedrijventerrein Grote Polder. Tussen de Hoge Rijndijk en de rivier ligt de Rijneke boulevard, een woonboulevard.

## Buurten
Zoeterwoude-Rijndijk bestaat uit de volgende buurten:
- De Goede Herder, genoemd naar het klooster van de Zusters van de Goede Herder dat hier tot begin jaren 80 stond.
- Rijnegom
- De Grote Polder (industrieterrein)
- Barrepolder (industrieterrein, Heineken). De Barremolen die deze polder ooit bemaalde, bevindt zich op het terrein van de brouwerij
- Oosthoek (woonboulevard)

## Foto's

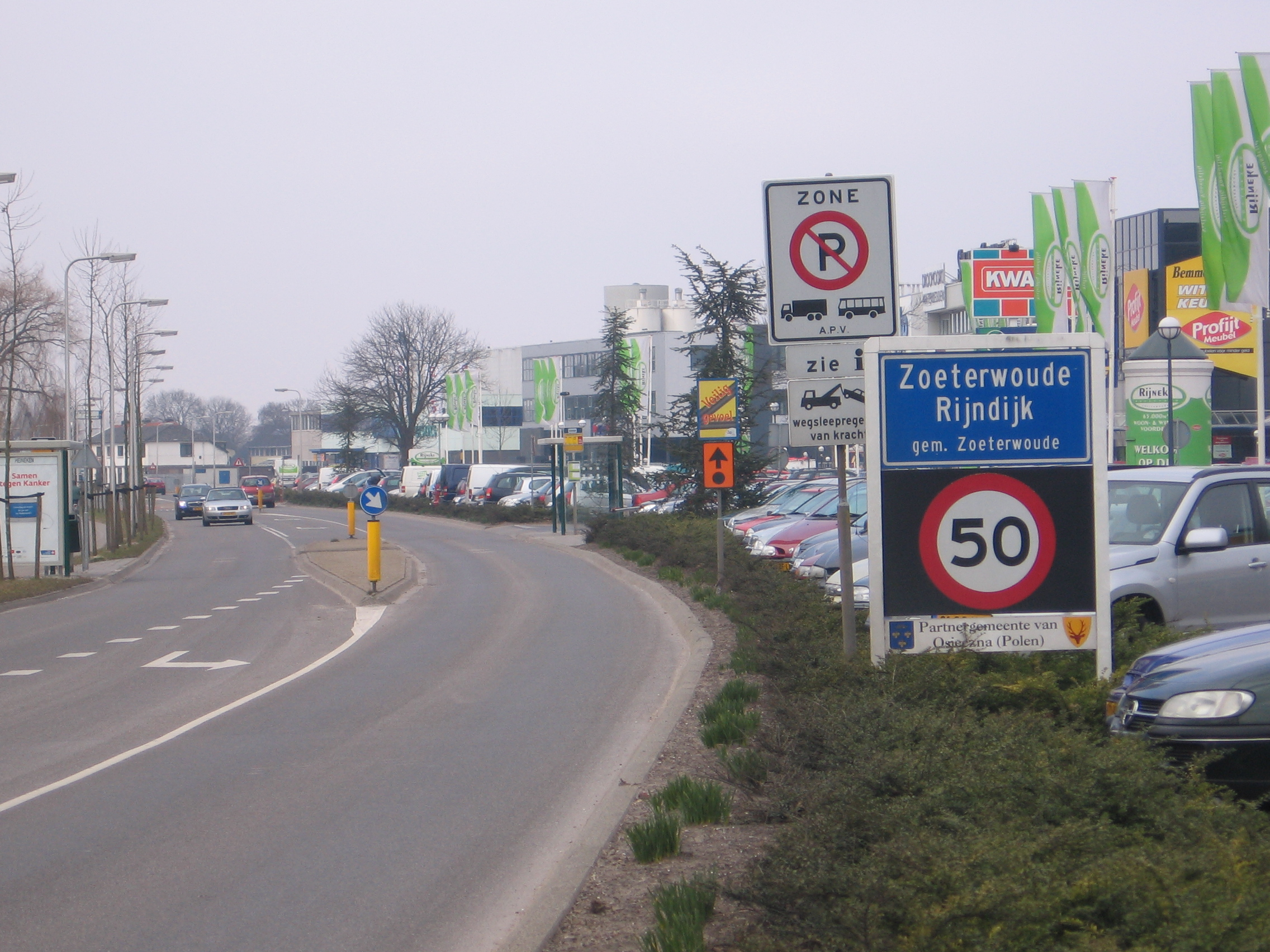
De Rijndijk en woonboulevard
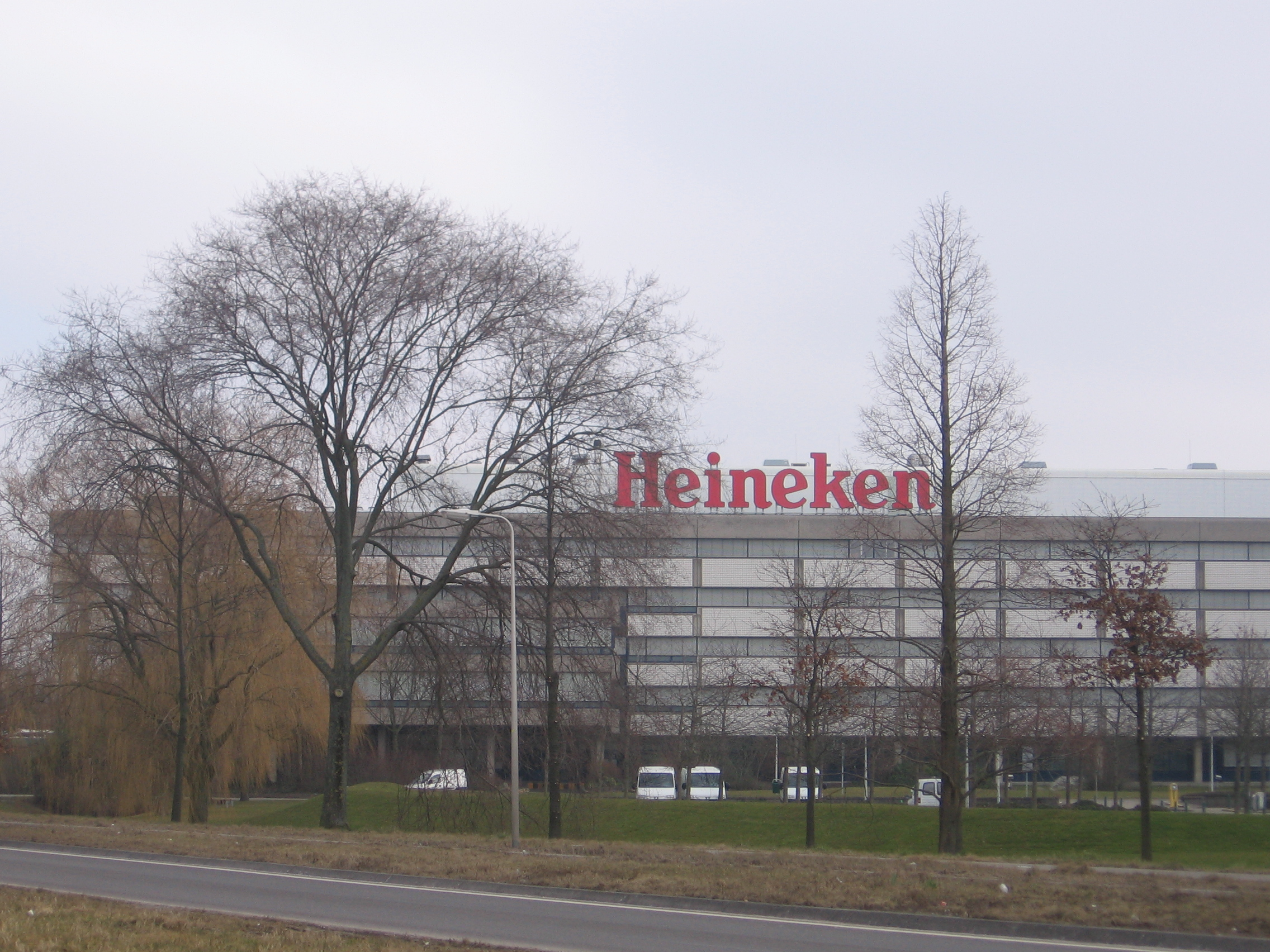
Heinekenbrouwerij
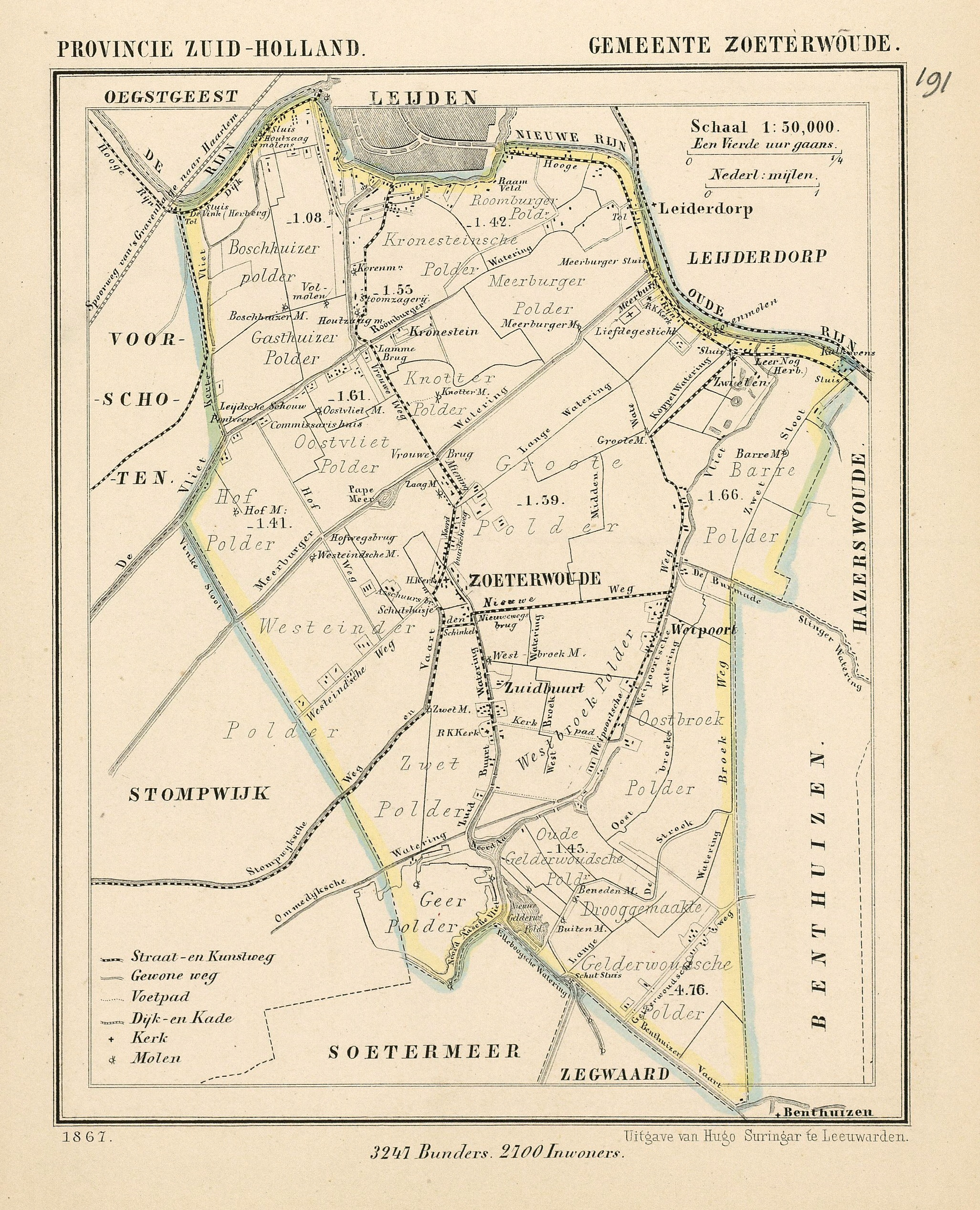
De gemeente Zoeterwoude in 1867
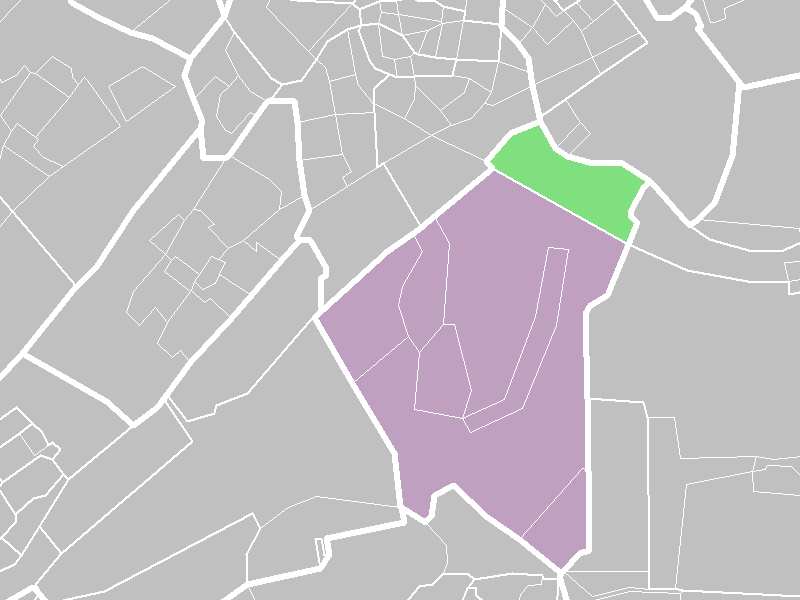
Afgrenzing Zoeterwoude-Rijndijk volgens het CBS (groen)

## Geboren in Zoeterwoude-Rijndijk
- Bram van Velde (1895-1981), kunstschilder